# Папуга каролінський
Папуга каролінський (Conuropsis carolinensis) — вимерлий птах із родини папугових. Єдиний представник роду.

## Поширення
Мешкав у Північній Америці від Північної Дакоти до Міссісіпі та Флориди. Був єдиним представником папугових на північноамериканському континенті.

## Вимирання
Основні причини вимирання: полювання (заради їжі, захисту сільськогосподарських культур, птахоловства і виготовлення дамських капелюхів), вирубування лісів (особливо долин).